# 硒化镭
硒化镭是一种无机化合物，化学式为RaSe，有强放射性。

## 制备
硒化镭可以通过硒和氧化镭或碳酸镭反应制备，也能通过硒酸镭的还原得到：
3 Se + 2 RaO → 2 RaSe + SeO2
5 Se + 2 RaCO3 → 2 RaSe + 3 SeO2 + CO2↑
RaSeO4 + 4 H2 → RaSe + 4 H2O